# SX2190
SX2190は、Shaanxi Automobile Corporation Limitedが開発・設計している7.5トン、6x6の大型軍用トラックである。

## 概要
中国人民解放軍が使用している。オーストリアのシュタイア・ダイムラー・プフ社（現在はジェネラル・ダイナミクス・ヨーロピアン・ランド・コンバット・システムのグループ会社）が開発したSteyr 91のコピーである。JN252とCQ261、SX250/SX2150の後継車両であり、1990年初めに配備された。主に開発途上国へ輸出もされている。

## 種類
- 輸送型
- 自走砲型
- 平台型
- タンクローリー

## 主要諸元
- シート数：1+3
- 車輪数：6x6
- 重量（積荷あり、オフロード）18,500kg
- 重量（積荷無し）11,500kg
- 燃料タンク容量：400リットル
- 最高出力：206kW、2,400r/min.
- 最高速度：80km/h
- 最大勾配度：60%

## バリエーション
- SX2190D
- SX2190BQ
- SX2190E（ロング・ホイールベース）
- SX4260（セミトレーラ・トレーラー）

## 登場作品

### ゲーム
『Operation Flashpoint: Dragon Rising』
中国人民解放軍が使用するトラックとして登場する。兵員輸送型と燃料タンク搭載型、サンバーンミサイル搭載型の3種類が登場する。